# Georgi Timofejewitsch Dobrowolski
Georgi Timofejewitsch Dobrowolski (russisch Георгий Тимофеевич Добровольский, wiss. Transliteration Georgij Timofeevič Dobrovol'skij; * 1. Juni 1928 in Odessa; † 30. Juni 1971  im Weltraum, festgestellt bei Karaganda, Kasachische SSR) war ein sowjetischer Kosmonaut, der an der Sojus-11-Mission teilnahm und durch einen plötzlichen Druckabfall in der Kabine umkam.

## Leben

### Zweiter Weltkrieg und Luftstreitkräfte
Von 1941 bis 1944 war Dobrowolskis Heimatstadt Odessa von rumänischen und deutschen Truppen besetzt. Im Alter von 15 Jahren wurde Dobrowolski wegen illegalen Waffenbesitzes zu 25 Jahren Zwangsarbeit verurteilt. Er konnte jedoch aus dem Gefängnis fliehen und versteckte sich, bis Odessa von der Roten Armee zurückerobert wurde.
Nach dem Krieg ging Dobrowolski auf verschiedene Militärschulen und trat im November 1950 als Pilot in die Luftstreitkräfte der Sowjetunion ein. Zeitweise war er als Angehöriger des 71. Gardejagdfliegerkorps der GSSD auf einem Flugplatz bei Wittstock/Dosse in der DDR stationiert. Im Juli 1961 schloss er die Militärakademie der Luftstreitkräfte in Monino ab.

### Ausbildung zum Kosmonauten
Im Jahre 1962 durchlief Dobrowolski das Auswahlverfahren für Kosmonauten und wurde im Januar 1963 in die zweite militärische Kosmonautengruppe aufgenommen. Seine Grundausbildung endete am 15. Januar 1965 mit der Abschlussprüfung, bei der Dobrowolski das schlechteste Ergebnis der 15 Anwärter hatte, aber noch bestand.
Danach wurde Dobrowolski einer Kosmonautengruppe zugeteilt, die unter der Leitung von German Titow als Besatzung für den geplanten Raumgleiter Spiral trainierte. Im September 1966 wechselte Dobrowolski in das sowjetische Mondprogramm und trainierte für eine bemannte Mondumrundung, später wurde er zeitweise für die Almaz-Raumstation ausgebildet.
Ab August 1968 trainierte er für das Kommando einer Kopplungsmission in der Erdumlaufbahn. Als Bordingenieure wurden ihm nacheinander Pjotr Kolodin, Oleg Makarow und Witali Sewastjanow zugeteilt. Dobrowolski war dritte Wahl für die Position des Kommandanten des Raumschiffs Sojus 4. Dieser Flug fand im Januar 1969 statt, wobei erstmals ein Umstieg von Raumfahrern im Weltraum vorgenommen wurde.
Ab September 1970 trainierte er für einen Einsatz in der Raumstation Saljut 1. Zuerst wurde er in eine Mannschaft mit Sewastjanow und Anatoli Woronow eingeteilt, im Februar 1971 wurden ihm dann Wladislaw Wolkow und Wiktor Pazajew zugeteilt. Als Funkrufzeichen wählte Dobrowolski „Jantar“ (Bernstein).
Dobrowolski, Wolkow und Pazajew sollten die dritte Besatzung von Saljut 1 bilden, falls die Station so lange im Orbit bliebe. Die erste Mannschaft unter dem Kommando von Wladimir Schatalow konnte jedoch mit Sojus 10 im April 1971 nicht vollständig an die Raumstation ankoppeln und musste wieder zur Erde zurückkehren.
Ein zweiter Versuch war mit Sojus 11 unter dem Kommando von Alexei Leonow geplant. Einige Tage vor dem Start wurde bei Leonows Bordingenieur Waleri Kubassow Tuberkuloseverdacht festgestellt. Gemäß den Regeln wurde die komplette Mannschaft ausgetauscht, womit Dobrowolski, Wolkow und Pazajew nun zur ersten Besatzung einer Raumstation werden sollten.

### Tod bei der Landung von Sojus 11
Der Start von Sojus 11 erfolgte am 6. Juni 1971. Die Kopplung an die Raumstation erfolgte vollautomatisch ohne Einfluss der Kosmonauten. Über drei Wochen verbrachten die Kosmonauten in der Raumstation, was einen neuen Langzeitrekord in der Raumfahrt darstellte. Gegen Ende des Aufenthaltes wurde die Station in den automatischen Betrieb gesetzt, weil die Ankunft der nächsten Mannschaft (Sojus 12 unter dem Kommando von Leonow) erst in drei Wochen geplant war.
Die Bremszündung erfolgte wie vorgesehen, und zwölf Minuten später trennte sich das Orbitalmodul planmäßig von der Rückkehrkapsel. Durch die Erschütterung wurde eine Dichtung verletzt und ein Druckausgleichsventil öffnete sich vorzeitig. Die Luft aus der Rückkehrkapsel entwich, worauf Dobrowolski, Wolkow und Pazajew erstickten. Raumanzüge und Sauerstoffmasken befanden sich nicht an Bord der Sojus-Raumschiffe, so dass die Kosmonauten keine Überlebenschance hatten. Die Landung erfolgte am Morgen des 30. Juni 1971 (nach UTC noch der 29. Juni) automatisch. Die Bergungsmannschaft fand die Mannschaft leblos in den Sitzen.
Die Körper der drei Kosmonauten wurden nach Moskau gebracht, dort untersucht und am Abend des 1. Juli eingeäschert. Die Urnen wurden am 3. Juli mit einem Staatsbegräbnis in der Nekropole an der Kremlmauer beigesetzt.
Dobrowolski hinterließ eine Frau und zwei Töchter. Nach dem Absturz von Sojus 1 war dies der zweite tödliche Unfall bei einem Raumflug.

## Ehrungen
Dobrowolski wurde am 30. Juni 1971 postum zum Held der Sowjetunion und zum Träger des Leninordens erklärt. Nach ihm wurden Straßen und Schulen benannt. Weiterhin tragen das Kommunikationsschiff Kosmonaut Georgi Dobrowolski, der Mondkrater Dobrovol'skiy und der Asteroid (1789) Dobrovolsky seinen Namen.
Weiterhin ist sein Name auf der Metallplatte des Fallen Astronaut, des einzigen Kunstwerks auf dem Mond, aufgeführt.